# La famille s'agrandit

La famille s'agrandit (Neue Zeiten) est un téléfilm allemand réalisé par Karola Meeder et diffusé en 2007.

## Fiche technique
- Scénario : Jürgen Werner (de)
- Durée : 90 min
- Pays :  Allemagne

## Distribution
- Eva Habermann : Erin O'Toole
- Daniel Morgenroth : Docteur Martin Winter
- Kathi Leitner : Anne O'Mally
- Klaus Wildbolz : Peter O'Mally
- Isolda Dychauk : Elisabeth Winter
- Noemi Slawinski : Paula Winter
- Martin Kluge : Liam Dougal
- Hendrik Borgmann : Collègue de travail de Christoph
- Ferenc Graefe : Brian Mahone
- René Hofschneider : Docteur Keviner
- Johanna Klante : Jennifer Connelly
- Jürgen Kluckert : Lucius McNamara
- Jens Neuhaus : Docteur de Christoph à Berlin
- Natalie O'Hara : Trisha Dougal
- Thure Riefenstein : Christoph Lanik